# Cristiano dos Santos Rodrigues
Cristiano dos Santos Rodrigues, meglio noto come Cristiano (Rio de Janeiro, 3 giugno 1981), è un ex calciatore brasiliano, di ruolo attaccante.

## Biografia
Suo figlio Raphael (2003) è anch'egli un calciatore.